# Portman Road
O Portman Road é um estádio de futebol localizado em Ipswich, Suffolk, Inglaterra. Ele é o campo oficial do Ipswich Town Football Club desde 1884. O estádio ficou conhecido na Inglaterra por realizar diversas partidas internacionais juniores e um amistoso da Seleção Inglesa de Futebol, contra a Croácia em 2003. Também é o local de prática de outros diversos esportes, como partidas internacionais de hóquei. Mais recentemente o Portman Road recebeu vários concertos musicais, como de Elton John e R.E.M.
O estádio foi reformulado significativamente no início do século XXI, aumentando a capacidade que até então era de 22 600 para 30 511. O recorde de assistência ocorreu em 1975, quando 38 010 pessoas foram assistir o Ipswich enfrentar o Leeds United pela FA Cup. O lugar também possui bares e locais de diversão.

## Outros usos
Além de ser a casa do Ipswich Town F.C., o Portman Road também serviu para abrigar outras diferentes competições e modalidades. Em 20 de agosto de 2003, o estádio foi usado para a única partida jogada pela Seleção Inglesa de Futebol nesse campo. O jogo foi um amistoso contra a Croácia, que contou com a presença de 28.700 espectadores e terminou 3-1 para Inglaterra. O estádio também foi utilizado inúmeras vezes para receber a Seleção Júnior, tendo sido realizado o primeiro jogo em 24 de Novembro de 1971, em que a Inglaterra Sub-23 empatou por 1 a 1 com a Suíça. Mais recentemente, a Inglaterra Sub-21 jogou uma partida válida pela Copa da UEFA Sub-21 contra a Moldávia contando com 13 566 espectadores.
Em adição, foram realizados uma variedade de diferentes esportes no Portman Road, incluindo atletismo em 1927, futebol americano em 1953, e outras partidas internacionais de hóquei nos anos de 70 e 80.
O estádio também serviu para inúmeros concertos musicais, como os realizados por Elton John, R.E.M., Red Hot Chilli Peppers, Dire Straits, Neil Diamond, Dirty Pretty Things e Rod Stewart. Em março de 2005, cerca de 8 000 cristãos reuniram-se para uma passeata pelo estádio para proclamar sua religião.

## Recordes
O maior público registrado no estádio foi de 38 010 pessoas em uma partida contra o Leeds United Football Club pelo sexto round da FA Cup em 8 de março de 1975. O recorde no estádio moderno aconteceu em 21 de Dezembro de 2003, quando 30.152 pessoas assistiram o jogo contra o Norwich City pela Football League Championship. A melhor média de público registrada em uma temporada, foi na de 1976-77 da Premier League; tendo média de 26 431 espectadores. A pior média é da temporada 1936-37, quando o clube disputava a Terceira Divisão e teve média de apenas 8 741 pessoas, a pior dos clubes que disputaram aquele campeonato. A melhor média de público em conjunto de uma temporada no Portman Road foi registrada em 1980-81, quando o Ipswich venceu a Copa da UEFA e conquistou o acesso a primeira divisão.
O Portmand Road foi a casa da maior goleada registrada pelo Ipswich, em uma partida contra o Floriana de Malta, 10-0 em 1962 pela Liga dos Campeões da UEFA. A partir daí, o Ipswich Town não foi derrotado no Portman em competições europeias durante 31 partidas, em 40 anos; recorde que foi superado pelo AZ Alkmaar em Dezembro de 2007.